# 2009년 그리스 총선거
그리스의 의회 선거가 2009년 10월 4일에 열렸다. 당초 의회 선거는 2011년 9월까지 실시해도 되지만, 9월 2일 코스타스 카라만리스 국무총리는 자신이 카롤로스 파풀리아스 대통령에게 의회 해산 및 조기 총선 실시를 요청했다고 발표하였다. 9월 9일에 그리스 의회가 해산되었다. 선거 결과, 중도 좌파 성향의 범그리스 사회주의 운동이 승리하여 정권 교체를 이루었다.